# Marietta, Mississippi
Marietta är en ort (town) i Prentiss County i delstaten Mississippi i USA. Orten hade 198 invånare, på en yta av 4,61 km² (2020).